# Клоц, Герман
Герман Клоц (нем. Hermann Klotz; 11 июня 1850, Имст, Тироль — 6 марта 1932, Дорнбирн, Форарльберг) — австрийский скульптор.

## Биография
Учился в Художественно-ремесленной школе при Австрийском художественном музее в Вене. Здесь особенно отличился своими скульптурными работами по дереву. По окончании курса Клоц встал во главе Школы скульптуры по дереву. Из работ Клоца обратили на себя внимание 14 фигур для антверпенской всемирной выставки, Мадонна, две кариатиды и памятник Эйтельбергера в Австрийском художественном музее. Ценятся его портретные бюсты и рельефы, которые он иногда раскрашивал.